# Altaischer Schamanismus

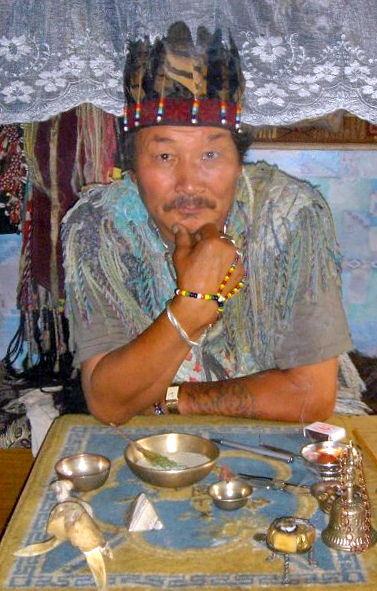
Ein Schamane des Turkvolkes der Tuwiner (2005)

Der altaische Schamanismus oder altaische Animismus ist die älteste ethnische Religion der Turkvölker des Altai-Gebirges. Er gehört zusammen mit den animistischen Religionen der Mongolen (mongolischer Schamanismus), der tungusischen Völker sowie der anderen kleinen sibirischen Völker zum klassisch sibirischen Schamanismus/Animismus. Aus dem altaischen Schamanismus ging die polytheistische Religion des Tengrismus hervor. Die Abgrenzung ist schwierig. Neben den typisch schamanistischen Eigenschaften zeichnet sich der altaische Schamanismus durch einen ausgeprägten Ahnenkult und einer Vielzahl gottesähnlicher mythischer Geistwesen aus.

## Identitätsmerkmale
Merkmale dieser Religion ähneln anderen animistischen Religionen Sibiriens sowie Ostasiens. Es bestehen Parallelen zum Schamanismus in Korea und in Japan. Der altaische Schamanismus weist als typisch animistische Religion nur wenige klar umrissene Konzepte religiöser Ethik auf. Es gibt keine schriftlich fixierten Gebote, die für alle Gläubigen oder gar alle Menschen jederzeit gültig wären. Einige generelle Tendenzen werden jedoch allgemein der ethischen Praxis im zentralasiatischen Denken zugerechnet:
- Befürwortet wird eine Lebensführung in Übereinstimmung mit der Natur, den Geistwesen und Göttern (Tengers) sowie den Ahnen, die sich in Dankbarkeit und Hilfe äußern kann.
- Die mythischen Wesen gelten zwar als wesentlich „reifer“ als Menschen, aber nicht perfekt in einem absoluten Sinne, wie etwa im Monotheismus. Götter begehen Fehler und sogar Sünden. Dem entspricht, dass es im Altaischen Schamanismus keine moralischen Absoluta gibt.
- Aufgrund der Ahnenverehrung kann ein Verstorbener Mensch – beziehungsweise auch ein Tier – den Status eines gottähnlichen Wesens erreichen. So existieren von Volk zu Volk unterschiedliche heilige Ahnen und Geistwesen, die angebetet werden.

## Schamanen
Der Schamane (Kam) gilt nicht als heiliger Mensch. Er genießt lediglich Respekt, weil er mit den Geistern in Verbindung steht. Insofern unterscheidet er sich von der Institution eines Priesters in den institutionalisierten Religionen. Für die Ehrung der Tengers und der Geister wird kein Schamane benötigt. Die Aufgaben des Schamanen bestehen meistens darin, das Gleichgewicht der Kräfte zu erhalten oder wiederherzustellen und Krankheiten zu heilen. Es gibt unterschiedlich starke Schamanen. Je nachdem, über welche Hilfsgeister sie verfügen, haben sie unterschiedliche Fähigkeiten. Man unterscheidet zwischen „weißen“ (heilbringenden) und „schwarzen“ (leidbringenden) Schamanen.

## Heutige Verbreitung
Der altaische Schamanismus ist ein zentraler Teilaspekt des Tengrismus. Einige Turkvölker – vor allem in Teilen Kasachstans, Kirgisistans und Sibiriens – sind auch heute noch Anhänger des Schamanismus, der seit dem Zerfall der Sowjetunion eine rituelle Revitalisierung erlebt.
Es gibt eine Reihe von Gruppierungen und Organisationen, die den altaischen Animismus fördern und zur einzig wahren Hauptreligion der Turkvölker erklären. Der kirgisische Aktivist Kubanychbek Tezekbaev erklärt etwa, dass er kein Problem mit anderen Religionen hätte und dass er nur das religiöse Erbe der antiken Turkvölker bewahren möchte. Kritiker, hauptsächlich Imame, behaupten jedoch, dass er den Islam mit polytheistischen Animismus ersetzen wolle und religiösen Hass schüre.